# Eberhard Henne
Eberhard Henne (* 30. April 1943 in Großwerther, Landkreis Grafschaft Hohenstein, Provinz Sachsen; † 21. März 2025 in Angermünde) war ein deutscher Tierarzt, Naturschützer und Politiker (SPD).

## Leben
Nach dem Abitur in Nordhausen absolvierte Henne zunächst ein Berufspraktikum mit dem Abschluss als Landwirt in der Rinderhaltung. Im Anschluss studierte er Veterinärmedizin an der Humboldt-Universität zu Berlin. 1969/70 war er als Assistent bei verschiedenen veterinärmedizinischen Einrichtungen tätig. Er arbeitete von 1970 bis 1990 als praktizierender Tierarzt im Kreis Angermünde und promovierte 1977 zum Dr. med. vet. mit einer Dissertation über Untersuchungen zur Endoparasitenfauna beim Wildschwein.
Henne, der sich seit 1965 ehrenamtlich im Naturschutz betätigte, war 1990/91 Dezernent für Naturschutz, Umweltschutz, Tourismus und Jagd in der Kreisverwaltung Angermünde. Im September 1991 wurde er Leiter des Biosphärenreservates Schorfheide-Chorin. Von 2000 bis 2009 war er Vorstandsvorsitzender von EUROPARC Deutschland, der Dachorganisation der deutschen Nationalparks, Biosphärenreservate und Naturparks.
Er lebte im Ortsteil Steinhöfel von Angermünde.

## Politik
Henne trat in die SPD ein und wurde am 11. November 1998 als Minister für Umwelt, Naturschutz und Raumordnung in die von Ministerpräsident Manfred Stolpe geführte Regierung des Landes Brandenburg berufen. Nach der Bildung einer Großen Koalition schied er am 13. Oktober 1999 aus dem Amt aus und wurde als Umweltminister von Wolfgang Birthler abgelöst.